# Sigvard Hultcrantz
Sigvard Gustav Emanuel Hultcrantz (* 22. Mai 1888 in Åmål; † 4. März 1955 in Stockholm) war ein schwedischer Sportschütze.

## Erfolge
Sigvard Hultcrantz nahm an den Olympischen Spielen 1920 in Antwerpen in vier Disziplinen teil. Mit der Freien Pistole gelang ihm mit 450 Punkten keine Platzierung unter den besten Teilnehmern. Weitaus erfolgreicher verlief dafür die Mannschaftskonkurrenz, in der er gemeinsam mit Anders Andersson, Gunnar Gabrielsson, Anders Johnsson und Casimir Reuterskiöld insgesamt 2289 Punkte erzielte. Damit gewann die schwedische Mannschaft hinter der US-amerikanischen und vor der brasilianischen Mannschaft die Silbermedaille. In der Einzelkonkurrenz mit dem Kleinkalibergewehr verpasste er mit 370 Punkten ebenfalls eine vordere Platzierung, während er mit der Mannschaft hinter den US-Amerikanern und vor den Norwegern den zweiten Platz belegte und somit eine weitere Silbermedaille gewann. Mit 382 Punkten war er der beste Schütze der Mannschaft, zu der neben Hultcrantz noch Ragnar Stare, Leonard Lagerlöf, Erik Ohlsson und Oscar Eriksson gehörten. Bei Weltmeisterschaften gewann Hultcrantz 1913 in Camp Perry die Bronzemedaille im Mannschaftswettbewerb mit der Freien Pistole.
Hultcrantz bekleidete zur Zeit der Spiele den Rang eines Leutnants bei der Küstenartillerie der schwedischen Marine. Er wurde später zum Major befördert und befehligte Ende der 1930er-Jahre die Nya Elfsborg.